# Thalía's Hits Remixed
Thalía's Hits Remixed é um álbum de remix da cantora mexicana Thalía, lançado em 25 de fevereiro de 2003, na América do Norte.
O álbum contém remixes de muitos de seus sucessos, tais como "Amor a la Mexicana", "Piel Morena", "No Me Enseñaste" e "Tú y Yo". Além disso, inclui a versão em inglês de "Arrasando", chamada "It's My Party", que foi lançada apenas em CD single em 2001.
Um medley inédito que Thalía gravou especialmente para sua apresentação do Grammy Latino em 2001. Na versão japonesa, o remix de "The Mexican (Dance Dance)" 'utilizado foi o "Hex Hector-Mac Qualye Radio Remix".
Obteve sucesso comercial, foi certificado como Platina pela Recording Industry Association of America (RIAA). 

## Antecedentes e produção
Desde seu primeiro álbum de estúdio no selo EMI, os álbuns de Thalía foram lançados com remixes adicionais de algumas canções como faixas bônus. 
Em 1997, após o sucesso do álbum En éxtasis, a EMI lançou um EP intitulado Bailando en Éxtasis que incluía remixes do álbum. No entanto, nenhum dos remixes do EP foi incluído no Thalía's Hits Remixed, em vez disso a "Hitmakers Version" de "Piel Morena" foi incluída, essa versão apareceu no álbum Por Amor (versão francesa do álbum Amor a la Mexicana) e serviu para promover o álbum no Brasil.
De seu álbum seguinte, Amor a la Mexicana, foram adicionados "Mujer Latina (Remix "España")", "Por Amor (Primera Vez Remix)" e "Amor a la Mexicana (Fiesta Mix da Cuca)", esta última foi a versão lançado como single na França em 1997 e ganhou um videoclipe diferente da versão original, o single da música recebeu disco de platina no território francês.
Representando o álbum Arrasando estão o remix de "Entre el Mar y una Estrella (Pablo Flores Club Mix)", a versão em inglês de "Arrasando" e um medley das canções "Entre el Mar y una Estrella" e "Arrasando" que seriam utilizadas em uma apresentação no Grammy Latino de 2001, a cerimônia foi cancelada devido aos ataques de 11 de setembro.
Do álbum autointitulado, Thalía, de 2002 foram incluídos os remixes "A Quién le Importa (Hex Hector / Mac Quayle Club Mix)", "Tú y Yo (versão balada)", "No me Enseñaste (Estéfano Remix)" e "The Mexican (Dance Dance) (Hex Hector / Mac Quayle Club Mix)".

## Recepção crítica
| Críticas profissionais | Críticas profissionais |
| Avaliações da crítica  | Avaliações da crítica  |
| Fonte                  | Avaliação              |
| ---------------------- | ---------------------- |
| Allmusic               | [ 5 ]                  |
| Billboard Magazine     | Favorable              |
| About.com              | [ 7 ]                  |

O álbum foi elogiado pela crítica. 
Ron Slomowicz do site Allabout.com fez uma crítica favorável e afirmou que embora ele "não fale uma palavra em espanhol", ele "pode sentir a emoção através das mudanças de acordes, transições de andamento e interpretações vocais sinceras de Thalia".
Michael Paoletta da revista Billboard, fez uma crítica favorável na qual escreveu que "álbuns de remix podem ser um sucesso ou um fracasso" e que os sucessos remixados de Thalía "caem na primeira categoria". Ele também escolheu "Amor a la Mexicana (Fiesta Mix da Cuca)" como o "destaque absoluto do álbum".
Jason Birchmeier deu ao álbum três de cinco estrelas em uma crítica mista na qual escreveu que o álbum é "apenas para fãs" e um dos "álbuns menos ouvíveis" de Thalía, embora "tenha servido como um bom lançamento provisório em 2003" depois de Thalía "ter lançado seu álbum autointitulado, que era esmagador".

## Lista de faixas
1. "A Quien le Importa" (Club Vocal Mix)
2. "It's My Party" (English Version)
3. "Amor a la Mexicana" (Cuca's Fiesta Mix)
4. "Piel Morena" (Hitmakers Remix)
5. "Mujer Latina" (Remix España)
6. "The Mexican  Dance Dance"(Hex Hector Remix)
7. "No Me Enseñaste" (Estefano Remix)
8. "Entre el Mar y una Estrella" (Pablo Flores Club Mix)
9. "Por Amor" (Primera Vez Remix)
10. "Tú y Yo" (Versão Balada)
11. "Entre el Mar y Arrasando Medley"
12. "¿A Quién le Importa?" (Video)

## Desempenho nas tabelas musicais
| Chart (2008)                      | Posição |
| --------------------------------- | ------- |
| Billboard Top Latin Albums        | 7       |
| Billboard Top Heatseekers         | 26      |
| Billboard Latin Pop Albums        | 4       |
| Billboard Dance/Electronic Albums | 4       |
| Espanha (Promusicae)              | 99      |
| Grécia (IFPI Grécia)              | 25      |

## Certificações
| País           | Organização | Certificação | Vendas  |
| -------------- | ----------- | ------------ | ------- |
| Estados Unidos | RIAA        | Platina      | 100,000 |